# Bac à traille
Pour les articles homonymes, voir Bac et Traille.

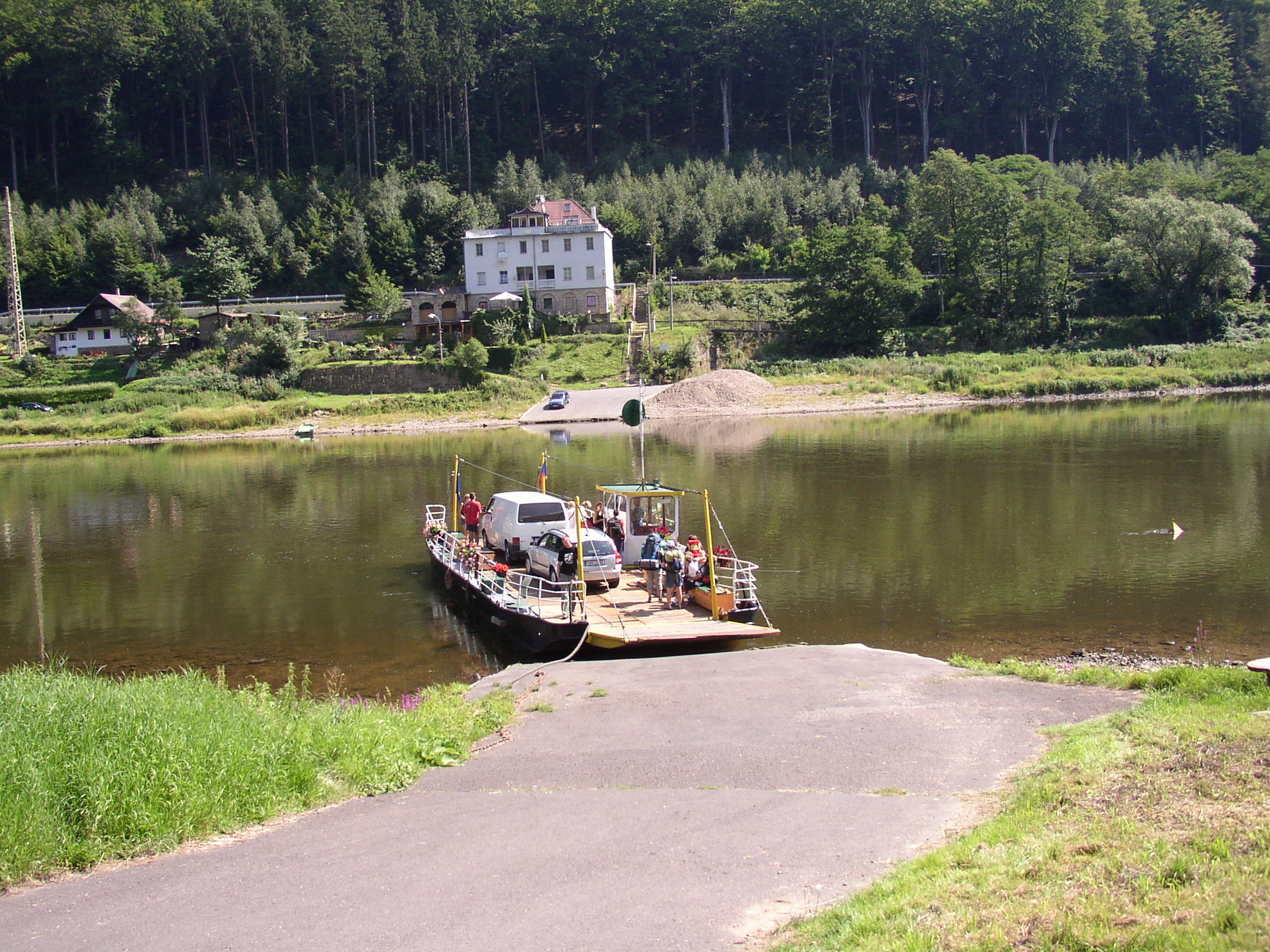
Le bac de Dolní Žleb sur l'Elbe.

Un bac à traille ou bac à chaîne est un type d'embarcation utilisé pour traverser un cours d'eau, qui se déplace le long d'un câble (la traille) tendu entre deux mâts ou deux tours situés sur chaque rive. Contrairement aux bacs à câble, la corde ne sert pas à mouvoir le bac, et n’est pas non plus détendue : elle est au contraire tendue entre les deux rives, et le mât du bac s’appuie dessus. La progression du bac ne se fait pas par traction sur le câble, mais par rames ou simplement grâce au courant.

## Description

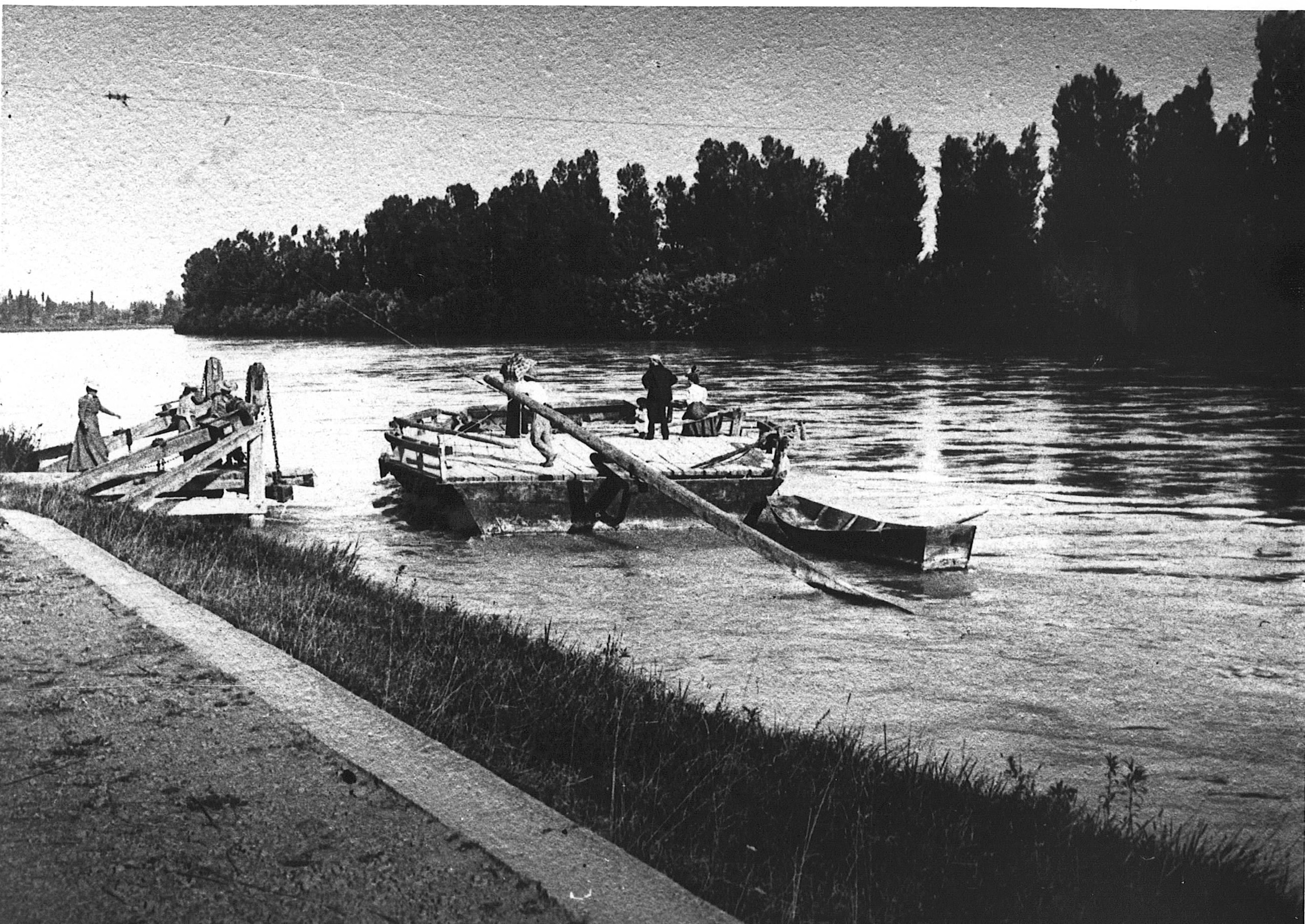
Exemple de bac à traille dans les années 1910 à Miribel, sur le canal de Miribel

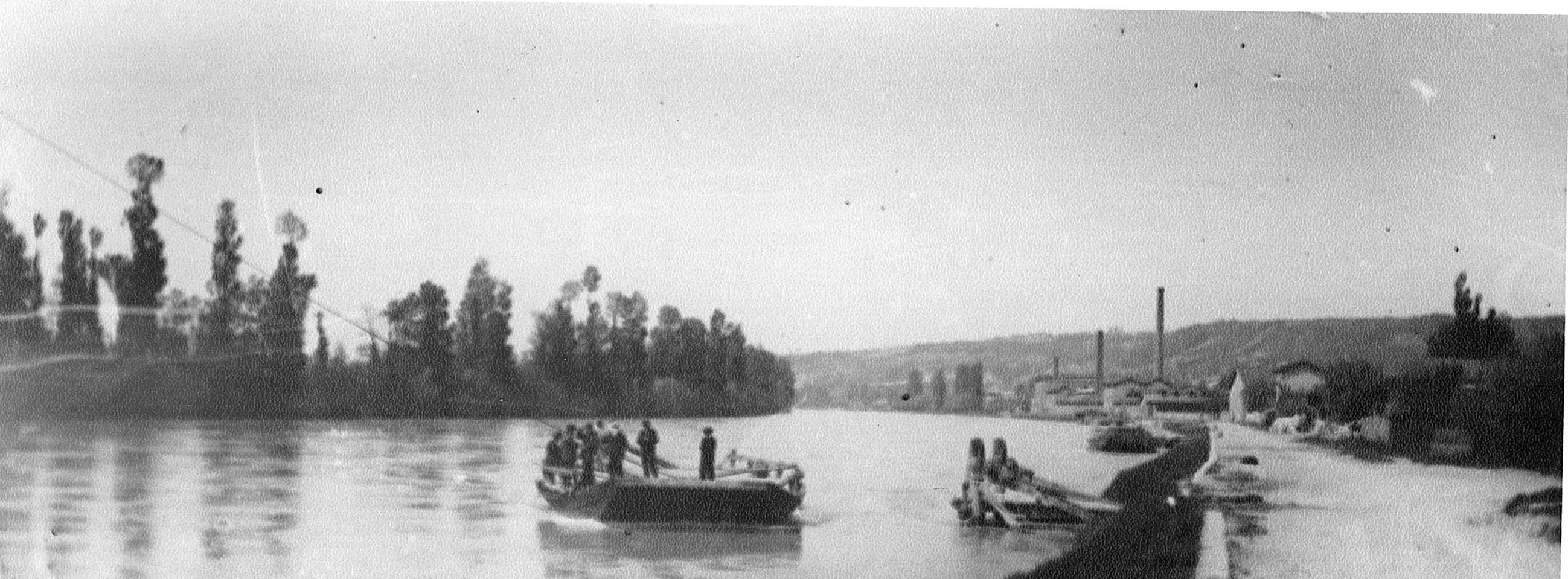
Dans les années 1910 à Miribel

Le bac est retenu au câble soit par un système de poulie, soit par un mât qui vient s’appuyer sur la traille, poussé par la force du courant (cas notamment des bacs à traille du Rhône à Avignon). La propulsion le long du câble se faisait à bras, en tirant sur la corde, ou en poussant sur une perche.
Quand le courant est assez fort, le simple fait d’incliner le bac dans le sens du courant permet de le faire avancer perpendiculairement à celui-ci, et de lui faire traverser la rivière à la vitesse choisie (selon l’angle entre la traille et le courant).
Ce système a souvent été utilisé avant la construction d'un pont, ou comme moyen provisoire de remplacement en cas de destruction d'un pont, comme à Valence où un bac à traille fut remis en service sur le Rhône lors de la destruction du pont en 1944. Il en existait également un au début du XXe siècle au niveau d'Oullins ou de Vernaison, toujours sur le Rhône.

## Différents bacs

### France
- Le 11 juillet 2009 le département de la Charente-Maritime, inaugure le Châ p'tit va loin. C'est un bac à câble non motorisé qui assure la liaison sur la Charente entre les communes de Dompierre-sur-Charente et Rouffiac pour assurer le passage des véhicules (autos, motos et cycles) et des piétons.
- Le 29 mai 2015, la Communauté de Communes du Mont des Avaloirs, celle des Alpes Mancelles, la région Pays de la Loire et le Parc Normandie Maine ont mis en place un bac à chaine permettant de relier les chemins de randonnée de la Mayenne et de la Sarthe en traversant la Sarthe au départ de Saint Pierre des Nids
- Un autre bac à traille se trouve sur le Rhin à hauteur de Seltz en Alsace.
- Les traces des anciens bacs à traille sur le Rhône entre la Confluence et la mer Méditerranée:
- Les piles de traille du bac d'Irigny: pile de traille côté Irigny (rive droite) et pile de traille côté Feyzin (rive gauche).
- Les piles de traille du bac de Vernaison avec une reconstitution complète du site: pile de traille de Vernaison avec treuil, traille traversant le Rhône, pile de traille de la rive gauche et barque accrochée par son traillon.
- La pile de traille du bac de Grigny, rive droite.
- La pile de traille du bac d'Ampuis, rive droite et l'ancienne barque métallique posée dans une pelouse.
- Le treuil de traille du bac de Serrières-Sablons, sur la rive droite, à Sablons.
- La pile du bac à traille de Champagne (Ardèche)  Inscrit MH (2006).
- La pile de traille du bac des Granges qui reliait Granges-les-Valence à Valence, à côté du pont Mistral, rive droite.
- La pile de traille du bac de Robinet entre Donzère et Viviers, sur la rive droite, côté Viviers, à côté du pont suspendu.
- Les restes de la pile de traille en bois du bac de Saint-Etienne-des-Sorts au sud de la ville, en face la cave coopérative, côté rive droite.
- La pile de traille du bac de Sylvéréal sur le Petit Rhône, rive droite, 50 mètres en amont du pont, pile bétonnée avec poulie.

Quelques rues, chemins de la traille rappelant l'emplacement du bac: à La Roche de Glun, Avignon (dans la Barthelasse), Sablons (quai), Ampuis, Reventin-Vaugris, Caluire-et-Cuire, Vertrieu, Groslée-Saint-Benoît.

### Suisse

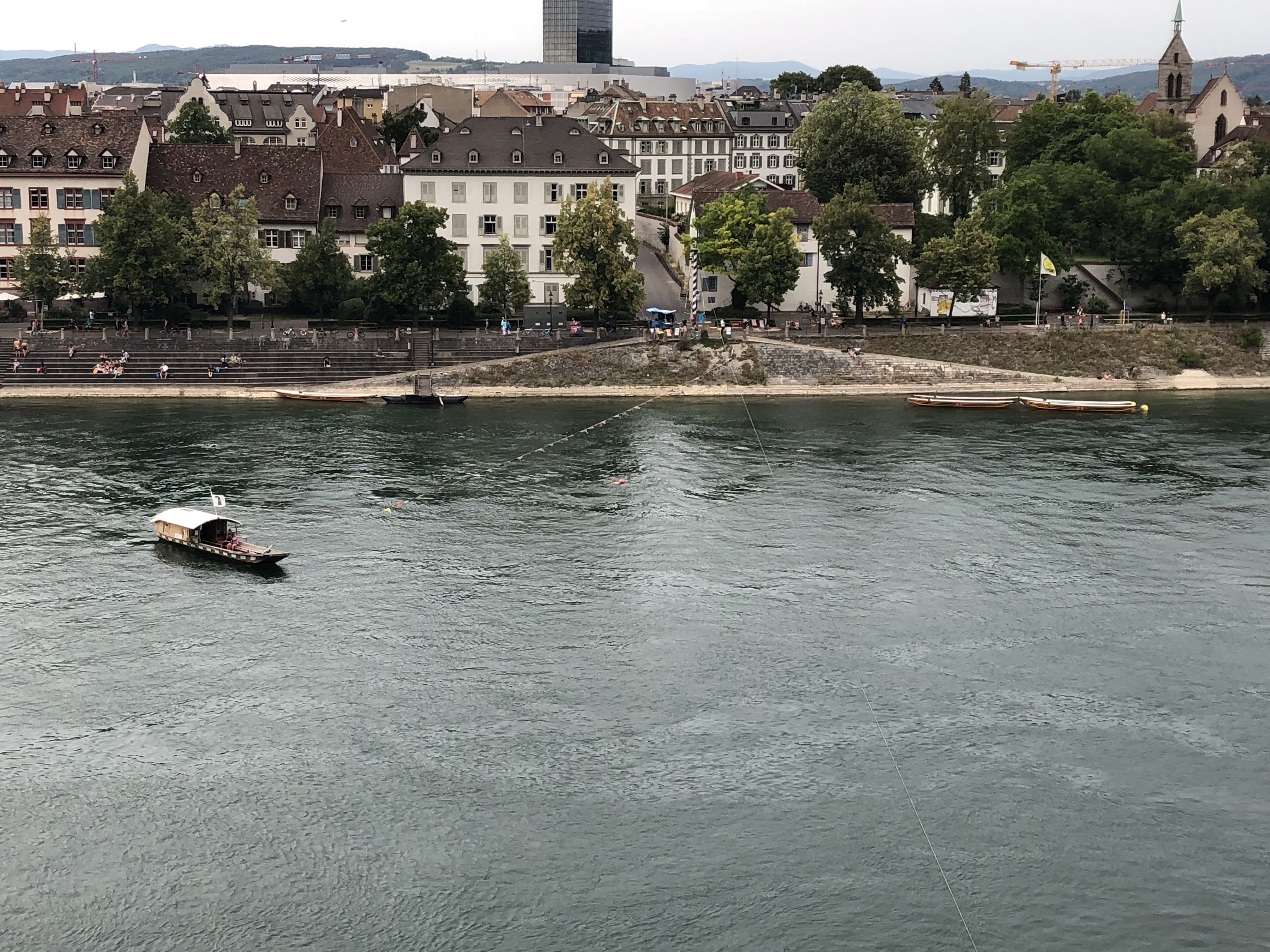
Bac à Traille de Bâle sur le Rhin en 2018

Quatre bacs à traille (Fähri) sont exploités pour relier le Grand-Bâle et le Petit-Bâle et permettent aux piétons de traverser le Rhin. Le courant du fleuve étant assez fort, le bac traverse en s'appuyant uniquement sur la force de l'eau. Le pilote se charge de faire virer le bac à après l'accostage à l'aide d'un safran.

### République tchèque
Le câble du bac de Dolní Žleb est sous l'eau.

### Canada
Un bac à traille pouvant transporter jusqu'à 6 voitures relie l'île Bizard et l'île Jésus faisant partie des villes de Montréal et de Laval respectivement. Le service de traversier mu par la force du courant existe depuis 1903.